# Engelbert Sterckx
Engelbert Sterckx (Ophem, 2 de novembro de 1792 - Mechelen, 4 de dezembro de 1867), foi o arcebispo de Mechelen, Bélgica, de 1832 a 1867.

## Vida
Engelbert (Engelbertus) Sterckx nasceu em 2 de novembro de 1792 em Ophem, Brabante. Seus pais eram agricultores. Iniciou seus estudos em Vilvoorde, após o que estudou humanidades no colégio de Enghien (1805-1807). Após a escola secundária em Leuven, ingressou no Seminário Maior de Mechelen em 18 de setembro de 1811 e em 1813 foi nomeado subsecretário da cúria arquidiocesana de Mechelen em 1813. 
Sterckx foi ordenado, com isenção de idade, como sacerdote da Arquidiocese de Mechelen, em 18 de fevereiro de 1815. Foi vice-regente e professor de filosofia e teologia moral em Mechelen de 1815 a 1821, quando foi nomeado pároco de Boechout. Em 1824 foi nomeado arcipreste da Catedral de Nossa Senhora em Antuérpia.  Em 1827, foi nomeado vigário geral do Arcebispo François-Antoine-Marie de Méan de Mechelen,  e organizou a oposição do clero às políticas religiosas de Guilherme I.

## Independência belga
Em 1830 as províncias do sul separaram-se do Reino Unido dos Países Baixos e estabeleceram uma monarquia constitucional. As pessoas do sul eram quase todas católicas; metade falava francês. Muitos liberais declarados consideravam o governo do rei Guilherme I como despótico. Havia altos níveis de desemprego e agitação industrial entre as classes trabalhadoras.  A facção liberal começou a apoiar os católicos, em parte para atingir seus próprios objetivos: liberdade de educação e liberdade de imprensa. 
A Bélgica tornou-se uma província eclesiástica separada com Mechelen como arcebispado e as dioceses sufragâneas de Liège, Namur, Tournai, Bruges, Gante. 

## Arcebispo
A nova constituição garantiu a liberdade religiosa, educacional e de imprensa. Embora não estivesse entusiasmado com todas as disposições, Sterckx decidiu que eram toleráveis. Não um pensador profundo, Sterckx era um negociador inteligente com uma inclinação natural para o pragmatismo conciliatório.  Ele se tornou arcebispo em 24 de fevereiro de 1832, mas sua consagração foi inicialmente adiada por rumores de liberalismo contra ele. Em 1833 ele batizou Louis-Philippe, príncipe herdeiro da Bélgica, filho mais velho de Leopoldo I da Bélgica.
O Arcebispo Sterckx aproveitou ao máximo as novas liberdades para reorganizar completamente a Arquidiocese, estabelecendo escolas, faculdades, mosteiros, instituições de caridade e seminários menores em Hoogstraten e Waver.  A Universidade de Mechelen foi principalmente o trabalho de Sterckx, e foi um renascimento da famosa Universidade de Leuven, que havia sido fundada em 1425 e fechada em 1797. Foi inaugurada em novembro de 1834 e mudou-se para Leuven em dezembro de 1835.
Durante o consistório de 13 de setembro de 1838 , o Papa Gregório XVI o criou cardeal com o título de Cardeal-presbítero de São Bartolomeu na Ilha Tiberina.  Ele não participou do conclave de 1846 no qual o Papa Pio IX foi escolhido.
Em 1842 Sterckx emitiu um decreto sobre cantochão e no ano seguinte estabeleceu uma comissão para preparar uma nova edição de livros corais. O Mechlin Gradual and Vesperal foi publicado em 1848.
Em 1857 um governo liberal anticlerical chegou ao poder sob a liderança de Charles Rogier e mais tarde Walthère Frère-Orban. Sterckx se opôs fortemente a qualquer interferência, como a lei sobre cemitérios de 1862. Em 1863, 1864 e 1867 ele organizou uma série de influentes Congressos Católicos em Mechelen com o objetivo de revigorar o engajamento social, cultural e político católico. 
O cardeal Sterckx morreu em 4 de dezembro de 1867, em Mechelen, onde repousa na cripta dos arcebispos da Catedral de St. Rombouts.

## Honras
- Grande Cordão da Ordem de Leopoldo.[9]
- Cavaleiro da Grande Cruz da Ordem de Leopoldo.[10]